# Baturanjang
Baturanjang is een bestuurslaag in het regentschap Pandeglang van de provincie Banten, Indonesië. Baturanjang telt 2677 inwoners (volkstelling 2010).